# Élections législatives de 1951 dans le Pas-de-Calais
Les élections législatives françaises de 1951 se tiennent le 17 juin. Ce sont les deuxièmes élections législatives de la Quatrième République.

## Mode de scrutin
Représentation proportionnelle plurinominale suivant la méthode du plus fort reste dans 103 circonscriptions, conformément à la loi des apparentements : les listes qui se sont « apparentées » avant l'élection remportent tous les sièges de la circonscription si leurs voix ajoutées obtiennent la majorité absolue des suffrages exprimés. Il y a 629 sièges à pourvoir.
Le vote préférentiel est admis. 
Les législateurs ne voulant pas que les circonscriptions dépassent les 10 sièges, le département est découpé en 2 circonscriptions :
- la première regroupe les arrondissements de Boulogne-sur-Mer, de Montreuil et de Saint-Omer. Elle est dotée de 5 sièges ;
- la deuxième regroupe les arrondissements d'Arras et de Béthune. Elle est dotée de 9 sièges.

## Candidats dans la première circonscription

### Liste du Rassemblement du peuple français
| N° | Candidats | Candidats        | Parti | Principales fonctions                                                                           |
| -- | --------- | ---------------- | ----- | ----------------------------------------------------------------------------------------------- |
| 01 |           | Jacques Vendroux | RPF   | Député sortant UDSR, chef d'entreprise de biscuiterie à Calais                                  |
| 02 |           | Jean Febvay      | RPF   | Maire de Boulogne-sur-Mer, secrétaire général des Ateliers et chantiers maritimes du Boulonnais |
| 03 |           | Marcel Harduin   | RPF   | Président de la Chambre d'agriculture du Pas-de-Calais, cultivateur à Gouy-Saint-André          |
| 04 |           | Marcel Merlin    | RPF   | Maire de Saint-Omer, négociant                                                                  |
| 05 |           | Yves Merlin      | RPF   | Conseiller municipal de Bourthes                                                                |

### Liste du Parti socialiste SFIO
| N° | Candidats | Candidats         | Parti | Principales fonctions |
| -- | --------- | ----------------- | ----- | --- |
| 01 |           | Louis Le Sénéchal | SFIO  | Instituteur, ancien résistant FTP, conseiller général, maire de Marquise Président du Conseil Général                                          |
| 02 |           | Henri Henneguelle | SFIO  | Député sortant, instituteur, ancien résistant Libération-Nord, Médaille de la Résistance, conseiller général du canton de Boulogne-sur-Mer-Sud |
| 03 |           | Gaston Berthe     | SFIO  | Industriel, conseiller général du canton de Calais-Sud-Est, maire de Calais, ancien résistant                                                  |
| 04 |           | Joseph Bailleux   | SFIO  | Cultivateur à Senlis, conseiller général du canton de Fruges                                                                                   |
| 05 |           | Paul Seguin       | SFIO  | Intendant de lycée |

### Liste d'Union républicaine résistante et antifasciste présentée par le PCF
| N° | Candidats | Candidats          | Parti | Principales fonctions                                                   |
| -- | --------- | ------------------ | ----- | ----------------------------------------------------------------------- |
| 01 |           | Gaston Dassonville | PCF   | Directeur d'école, Médaille de la Résistance, député sortant, Fleurbaix |
| 02 |           | Renée Langlet      | PCF   | Sténodactylo, ancienne résistante, conseillère municipale de Calais     |
| 03 |           | Auguste Defrance   | PCF   | Ouvrier de marée, ancien sénateur, Boulogne-sur-Mer                     |
| 04 |           | Gaston Hibon       | PCF   | Cultivateur, conseiller municipal de Fressin                            |
| 05 |           | André Limosin      | PCF   | Ouvrier du bâtiment, Saint-Omer                                         |

### Liste CNIP-RGR
| N° | Candidats | Candidats        | Parti | Principales fonctions |
| -- | --------- | ---------------- | ----- | --- |
| 01 |           | Paul Caron       | PPUS  | Député sortant MRP, agriculteur, conseiller municipal de Merck-Saint-Liévin conseiller général du canton de Fauquembergues |
| 02 |           | Francis Guilmant | RGR   | Ingénieur des travaux publics, adjoint au maire de Boulogne-sur-Mer                                                        |
| 03 |           | Albert Calais    | DVD   | Commerçant |
| 04 |           | Charles Héno     | RGR   | Cultivateur |
| 05 |           | Paul Mordacq     | DVD   | Commerçant |

### Liste du Mouvement républicain populaire
| N° | Candidats | Candidats       | Parti         | Principales fonctions                                                             |
| -- | --------- | --------------- | ------------- | --------------------------------------------------------------------------------- |
| 01 |           | Roger Hennuyer  | MRP           | Avocat au Conseil d'État et à la Cour de cassation, conseiller municipal d'Alette |
| 02 |           | Henri Catteau   | Divers centre | Directeur commercial de la coopérative de teillage de lin, maire d'Hesdin         |
| 03 |           | Pierre Maillet  | MRP           | Comptable                                                                         |
| 04 |           | Eugène Bataille | Divers centre | Négociant, adjoint au maire de Saint-Omer                                         |
| 05 |           | Henri Bekkens   | MRP           | Clerc de notaire, Calais                                                          |

## Candidats dans la deuxième circonscription

### Liste d'Union républicaine résistante et antifasciste présentée par le PCF
| N° | Candidats | Candidats       | Parti | Principales fonctions                                                             |
| -- | --------- | --------------- | ----- | --------------------------------------------------------------------------------- |
| 01 |           | Auguste Lecœur  | PCF   | Ouvrier mineur, député sortant, conseiller municipal de Lens, ancien ministre     |
| 02 |           | René Camphin    | PCF   | Ouvrier du Livre, député sortant, conseiller municipal d'Arras                    |
| 03 |           | André Mancey    | PCF   | Délégué mineur, maire de Calonne-Ricouart, conseiller général du canton d'Houdain |
| 04 |           | Jeannette Prin  | PCF   | Employée des PTT, maire-adjointe d'Auchy-les-Mines                                |
| 05 |           | Nestor Calonne  | PCF   | Ouvrier mineur, Sénateur, conseiller municipal d'Hénin-Liétard                    |
| 06 |           | Martial Lebis   | PCF   | Ouvrier agricole, conseiller municipal de Sapignies                               |
| 07 |           | Édouard Carlier | PCF   | Cheminot, conseiller municipal de Béthune                                         |
| 08 |           | Louis Stienne   | PCF   | Ouvrier d'usine, Vitry-en-Artois                                                  |
| 09 |           | Pierre Doré     | PCF   | Mineur, maire de Vimy                                                             |

### Liste du Parti socialiste SFIO
| N° | Candidats | Candidats       | Parti | Principales fonctions |
| -- | --------- | --------------- | ----- | --- |
| 01 |           | Guy Mollet      | SFIO  | Député sortant, ancien Ministre, Vice-Président du Conseil chargé du Conseil de l'Europe, ancien résistant, professeur, maire d'Arras |
| 02 |           | Just Évrard     | SFIO  | Député sortant, ancien résistant, directeur commercial, Lens                                                                          |
| 03 |           | Paul Sion       | SFIO  | Délégué mineur, ancien maire de Lens, conseiller général du canton de Lens-Est                                                        |
| 04 |           | Camille Delabre | SFIO  | Instituteur, ancien déporté, conseiller général du canton de Carvin, premier adjoint au maire de Courrières                           |
| 05 |           | Henri Darras    | SFIO  | Instituteur, conseiller général du canton de Liévin, ancien résistant                                                                 |
| 06 |           | Victoire Lampin | SFIO  | Directrice d'école, Lens |
| 07 |           | Louis Deplanque | SFIO  | Cultivateur |
| 08 |           | Raymond Derancy | SFIO  | Ouvrier aux mines, maire de Barlin |
| 09 |           | Oscar Grislain  | SFIO  | Cultivateur, maire de Noyelle-Vion |

### Liste du Rassemblement du peuple français
| N° | Candidats | Candidats       | Parti | Principales fonctions                                                                                   |
| -- | --------- | --------------- | ----- | --- |
| 01 |           | Jean Lefranc    | RPF   | Avocat au barreau d'Arras, conseiller général du canton d'Arras-Nord, conseiller municipal d'Arras      |
| 02 |           | Maurice Delory  | RPF   | Cultivateur et négociant en grains, conseiller général du canton d'Aubigny-en-Artois, maire de Tincques |
| 03 |           | Henri Picart    | RPF   | Inspecteur à Marles-les-Mines, ancien combattants des Forces françaises libres                          |
| 04 |           | Albert Duez     | RPF   | Artisan, maire de Lillers, ancien déporté, Médaille de la Résistance avec rosette                       |
| 05 |           | Joannès Drelon  | RPF   | Employé aux houillères nationales à Lens, ancien interné politique                                      |
| 06 |           | René Frassaint  | RPF   | Fermier, maire d'Haplincourt, ancien prisonnier de guerre                                               |
| 07 |           | Marcel Basset   | RPF   | Chef d'entreprise à Fouquières-lès-Lens, ancien résistant                                               |
| 08 |           | Achille Lefin   | RPF   | Mineur à Avion, syndicaliste CFTC                                                                       |
| 09 |           | Amédée Lefebvre | RPF   | Herbager à Étaing, membre du Groupement national des réfractaires et maquisards                         |

### Liste du Mouvement républicain populaire
| N° | Candidats | Candidats           | Parti | Principales fonctions                                                                                         |
| -- | --------- | ------------------- | ----- | --- |
| 01 |           | Jules Catoire       | MRP   | Député sortant, Secrétaire d'État à la Santé publique et à la Population, ancien résistant, syndicaliste CFTC |
| 02 |           | Louis Beugniez      | MRP   | Député sortant, maire de Noyelles-Godault, ancien mineur, syndicaliste CFTC                                   |
| 03 |           | Jean Lefebvre       | MRP   | Cultivateur à Locon                                                                                           |
| 04 |           | Albert Révillion    | MRP   | Conseiller municipal de Lens, architecte                                                                      |
| 05 |           | Lucien Dessailly    | MRP   | Adjoint au maire de Liévin, employé aux mines                                                                 |
| 06 |           | Gabrielle Blot      | MRP   | Employée, Béthune                                                                                             |
| 07 |           | Édouard Hérard      | MRP   | Cultivateur, maire de Willeman                                                                                |
| 08 |           | Joseph Brogniart    | MRP   | Agent de maîtrise du fond à Auchel                                                                            |
| 09 |           | Florimond Courouble | MRP   | Docteur en médecine, adjoint au maire de Bruay-en-Artois                                                      |

### Liste de défense des libertés et UDSR
| N° | Candidats | Candidats           | Parti                | Principales fonctions                                                       |
| -- | --------- | ------------------- | -------------------- | --------------------------------------------------------------------------- |
| 01 |           | Aimé Boutleux       | Défense des libertés | Conseiller général du canton de Saint-Pol-sur-Ternoise, maire de Bermicourt |
| 02 |           | Julien Vandermer    | Défense des libertés | Avocat                                                                      |
| 03 |           | Louis Touzart       | Défense des libertés | Docteur en médecine à Méricourt                                             |
| 04 |           | Henri Pad           | Défense des libertés | Notaire, adjoint au maire de Béthune                                        |
| 05 |           | Gaston Plez         | Défense des libertés | Cultivateur                                                                 |
| 06 |           | Louis Ludet         | Défense des libertés | Ingénieur des services agricoles, Arras                                     |
| 07 |           | Fortuna George      | UDSR                 | Cultivateur et boulanger à Metz-en-Couture                                  |
| 08 |           | Jules Van den Weghe | UDSR                 | Industriel à Lens                                                           |
| 09 |           | Julien Joly         | Défense des libertés | Confectionneur                                                              |

## Élus
| Député sortant           | Parti                    | Parti                    | Député élu ou réélu      | Parti                    | Parti                    |
| Première circonscription | Première circonscription | Première circonscription | Première circonscription | Première circonscription | Première circonscription |
| ------------------------ | ------------------------ | ------------------------ | ------------------------ | ------------------------ | ------------------------ |
| Gaston Dassonville       |                          | PCF                      | Gaston Dassonville       |                          | PCF                      |
| Henri Henneguelle        |                          | SFIO                     | Henri Henneguelle        |                          | SFIO                     |
| Abel Poulain             |                          | SFIO                     | Louis Le Sénéchal        |                          | SFIO                     |
| Paul Caron               |                          | MRP                      | Jean Febvay              |                          | RPF                      |
| Jacques Vendroux         |                          | UDSR-RPF                 | Jacques Vendroux         |                          | RPF                      |
| Deuxième circonscription |                          |                          |                          |                          |                          |
| Auguste Lecœur           |                          | PCF                      | Auguste Lecœur           |                          | PCF                      |
| René Camphin             |                          | PCF                      | René Camphin             |                          | PCF                      |
| Julie Darras             |                          | PCF                      | André Mancey             |                          | PCF                      |
| Guy Mollet               |                          | SFIO                     | Guy Mollet               |                          | SFIO                     |
| Just Évrard              |                          | SFIO                     | Just Évrard              |                          | SFIO                     |
| Paul Sion                |                          | SFIO                     | Paul Sion                |                          | SFIO                     |
| Jules Catoire            |                          | MRP                      | Jules Catoire            |                          | MRP                      |
| Louis Beugniez           |                          | MRP                      | Jeannette Prin           |                          | PCF                      |
| Antoine Chalvet de Récy  |                          | CNIP                     | Jean Lefranc             |                          | RPF                      |

## Résultats

### Première circonscription  (Boulogne-Montreuil-Saint Omer)
- Il n'y a pas d'apparentement de conclu.
- Les sièges sont répartis à la proportionnelle entre tous les partis.

| Parti    | Parti    | Tête de liste      | Résultats | Résultats | Sièges |  |
| Parti    | Parti    | Tête de liste      | Voix      | %         |        |  |
| -------- | -------- | ------------------ | --------- | --------- | ------ |  |
|          | RPF      | Jacques Vendroux   | 57 453    | 29,96     | 2      |  |
|          | SFIO     | Louis Le Sénéchal  | 49 807    | 25,97     | 2      |  |
|          | PCF      | Gaston Dassonville | 41 606    | 21,69     | 1      |  |
|          | CNIP-RGR | Paul Caron         | 21 668    | 11,30     | 0      |  |
|          | MRP      | Roger Hennuyer     | 18 933    | 9,87      | 0      |  |
|          |          |                    |           |           |        |  |
| Inscrits | Inscrits | Inscrits           | 232 620   | 100,00    | 5      |  |
| Votants  | Votants  | Votants            | 196 906   | 84,65     |        |  |
| Exprimés | Exprimés | Exprimés           | 191 783   | 97,40     |        |  |

### Deuxième circonscription  (Arras-Béthune)
- Les listes de la SFIO, du MRP et Déf. lib-UDSR se sont apparentées.
- Leurs voix cumulées de chaque apparentement représentant moins de 50% des exprimés, les sièges sont répartis à la proportionnelle entre tous les partis.
- Le score de l'apparentement est considéré comme celui d'une liste pour la répartition générale, ensuite la répartition interne des sièges entre apparentées se fait également à la proportionnelle.

| Parti    | Parti           | Tête de liste  | Résultats | Résultats | Sièges |  |
| Parti    | Parti           | Tête de liste  | Voix      | %         |        |  |
| -------- | --------------- | -------------- | --------- | --------- | ------ |  |
|          | PCF             | Auguste Lecœur | 138 376   | 36,39     | 4      |  |
|          | SFIO *          | Guy Mollet     | 97 021    | 25,51     | 3      |  |
|          | RPF             | Jean Lefranc   | 63 546    | 16,71     | 1      |  |
|          | MRP *           | Jules Catoire  | 48 139    | 12,66     | 1      |  |
|          | CNIP-RGR        | Jean Lefebvre  | 19 926    | 5,24      | 0      |  |
|          | Déf. lib-UDSR * | Aimé Boutleux  | 11 514    | 3,03      | 0      |  |
|          |                 |                |           |           |        |  |
| Inscrits | Inscrits        | Inscrits       | 434 566   | 100,00    | 9      |  |
| Votants  | Votants         | Votants        | 387 925   | 89,27     |        |  |
| Exprimés | Exprimés        | Exprimés       | 380 284   | 98,03     |        |  |